# ジョージ・ジーツ

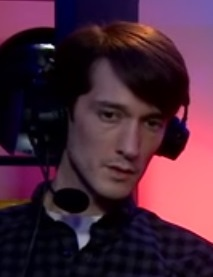

ジョージ・ジーツ（George Ziets）は、Obsidian（オブシディアン）のクリエイティブリードデザイナー。主にコンピュータゲームのシナリオを担当する。
ダンジョン・シージIIIを開発するために、既存のダンジョン・シージにまつわる知識を、初代作品から150年に渡る全て情報を集めた、全シリーズ原典を作成、プロデューサーのクリス・テイラー（Chris Taylor）と共有し開発にあたったとのこと。

## 参加作品
- アース・アンド・ビヨンド（2002年）
- ネヴァーウィンター・ナイツ2（2006年）
  - ネヴァーウィンター・ナイツ2: 裏切り者の仮面（2007年）
  - ネヴァーウィンター・ナイツ2 Gold（2008年）
- ロードオブザリングス オンライン（2007年）
- ダンジョンズ&ドラゴンズ オンライン（2009年）
- Fallout: New Vegas（2010年）
- ダンジョン・シージIII（2011年）